# Casino Raiders
Série
No Risk, No Gain
(1990)
Pour plus de détails, voir Fiche technique et Distribution.
Casino Raiders (至尊無上, Zhi zun wu shang) est un film d'action hongkongais réalisé par Jimmy Heung et Wong Jing et sorti en 1989 à Hong Kong.
Il fait partie d'une période de Hong Kong (de 1989 à 1996) où la mode des films sur les jeux d'argent est prédominante. Ses deux suites, No Risk, No Gain (1990) et Casino Raiders 2 (1991), n'en sont pas vraiment car elles n'ont en commun que le thème mais les acteurs y incarnent d'autres personnages.
Il totalise 23 292 339 HK$ au box-office malgré un budget de 30 000 000 HK$.

## Synopsis
Crab Chan (Andy Lau) et Sam Law (Alan Tam) forment un duo de joueurs professionnels renommés et sont également les meilleurs amis du monde. Un jour, un magnat nommé Lung (Charles Heung) les invitent dans son casino du lac Tahoe en Californie pour démasquer un autre duo de joueurs soupçonnés d'arnaque, le Japonais Kung (Hagiwara Kenzo) et son fils Taro (Lung Fong). Sur place, Crab et Sam rencontre Koyan Tong (Idy Chan), riche héritière de Hong Kong en vacances aux États-Unis. Koyan et Sam commencent alors une relation.
Après le retour des trois à Hong Kong, Sam est traqué par les triades envoyées par Kung pour se venger. Heureusement, Sam est sauvé par Crab, cependant, ce-dernier est gravement blessé à la main gauche, ce qui affecte sa capacité à jouer.
Koyan présente son père à Sam, qui est disposé à travailler dans l'entreprise de son futur beau-père. Une fois introduit, il ruine le plan des Kung de dérober de l'argent à son beau-père. Kung engage donc plus de tueurs pour éliminer Sam qui est blessé et hospitalisé. Le beau-père de Sam lui demande d'abandonner le jeu, ce que Sam avait promis de faire. Lors des fiançailles de Sam et Koyan, Crab amène sa petite amie Bo Bo (Rosamund Kwan) pour le féliciter tout en découvrant que Sam a décidé de mener dorénavant une vie calme. Sam veut que Crab vienne l'aider dans l'entreprise ou lui prêter de l'argent pour démarrer une entreprise honnête. Crab refuse, arguant que son anglais n'est pas aussi bon que celui de Sam, alors que la véritable raison est que Crab ne désire pas abandonner le jeu.
Un jour, Crab se rend dans un casino et retrouve Taro à qui appartient l'établissement. Ce-dernier désire jouer avec Crab avec une mise de 3 millions de HK$, mais la police fait soudainement irruption. Taro jette alors ses billets à l'extérieur et la police ne peut donc rien contre lui mais les soupçonne d'être des faux billets. Taro se venge en enlevant Koyan pour que Crab vienne la secourir. À ce moment, Sam fait des affaires avec son beau-père en Australie tandis que Crab abandonne temporairement son plan d'immigrer au Brésil avec Bo Bo et part affronter Taro. Non seulement ce-dernier viole Koyan, mais il tire également sur Bo Bo, venue aider Crab, avant qu'une bagarre ne s'ensuive entre Crab et les hommes de main de Taro. Afin de sauver Koyan, Crab est contraint de boire un verre de vin empoisonné. Alors que Koyan revient chez elle indemne, Crab et Bo Bo ont sacrifié leurs vies.
Après son retour à Hong Kong, Sam est déterminé à venger Crab. Il sollicite l'aide de Lung et d'autres propriétaires de casino américains. Ceux-ci profitent également de cette occasion pour rivaliser avec les Japonais et défendre leurs intérêts dans les casinos en Asie, ce qui crée une violente guerre des gangs. Ils finissent par accepter d'organiser une partie de poker avec Taro, qui représente le Japon, et Sam, qui représente les États-Unis. Koyan apporte également plus d'un milliard $ d'actifs financiers à Hong Kong pour aider Sam.
Pendant l'entracte du dernier tour de la partie de poker, Sam est attaqué par un agresseur dans les toilettes. Blessé, il confie à Koyan le soin de prendre sa place pour le dernier tour et lui dit de parier toute sa mise, mais comme la mise de Taro n'est pas suffisante pour égaler celle de Sam, Taro parie également sa main et son pied, mais Koyan doit également parier sa main pour que les mises soient équitables. Pendant le tour, Koyan dévoile le dix de cœur, le valet de cœur, le roi de coeur et l'as de cœur, tandis que Taro dévoile deux reines et deux valets. À la fin, Koyan gagne avec une quinte flush. Taro doit tenir sa promesse mais ne veut pas se couper sa main et son pied, il tue son père et d'autres spectateurs avant d'être abattu par les Américains et les Japonais.
Koyan se rend ensuite voir Sam à l'hôpital où elle surprend une conversation entre lui et le prétendu agresseur des toilettes. Il est révélé que c'était Sam lui-même qui avait organisé l'attaque pour que Taro accepte de parier son pied et son pied et s'attende à ce que les Kung se tuent, réalisant ainsi son but ultime de venger Crab. Sam dit aussi qu'il n'a pas l'intention de laisser Koyan au courant de ce secret et qu'il ne le révélera jamais. Après avoir entendu cela, Koyan retire sa bague de fiançailles, la laisse tomber par terre devant la chambre de Sam et s'en va.

## Fiche technique
- Titre : Casino Raiders
- Titre original : 至尊無上 (Zhi zun wu shang)
- Réalisation : Jimmy Heung et Wong Jing
- Scénario : Jimmy Heung et Wong Jing
- Photographie : Joe Chan et Lee Chi-wai
- Montage : Robert Choi
- Musique : James Wong et Romeo Diaz (en)
- Production : Wallace Cheung
- Société de production : Win's Movie Production
- Société de distribution : Golden Harvest
- Pays d'origine :  Hong Kong
- Langue originale : cantonais
- Format : couleur
- Genre : action
- Durée : 127 minutes
- Dates de sortie :
  -  Hong Kong : 29 juin 1989
  -  Taïwan : 1er juillet 1989
  -  Japon : 10 août 1991

## Distribution
- Andy Lau : Crab Chan
- Alan Tam : Sam Law
- Idy Chan : Koyan Tong
- Rosamund Kwan : Bo Bo
- Charles Heung : Lung
- Eddy Ko : Dents-d'or
- Robin Shou : l'agresseur de Sam
- Kirk Wong : San
- Lung Fong : Taro
- Gregory Charles Rivers (en) : Bellboy
- Hagiwara Kenzo : Mr. Kung
- Shum Wai : Oncle Shi
- Ronald Wong : l'informateur
- Bruce Fontaine : le cascadeur de Sam
- Mike Abbott : le cascadeur de Sam
- Roger Thomas : l'homme de main de Mr Fransolini[1],[2]